# Örontodityrann
Örontodityrann (Myiornis auricularis) är en fågel i familjen tyranner inom ordningen tättingar.

## Utseende och läte
Örontodityrannen är en mycket liten gröngul flugsnapparliknande fågel med kort stjärt. Noterbart är en kastanjebrun fläck kring ögat kantat av en svart halvmåne baktill. Vidare är den ljust streckad grå på nacken och olivgul på ryggen. Sången är ett upprepat "prrii-priii-prii" och lätet "pic-pic-pic". 

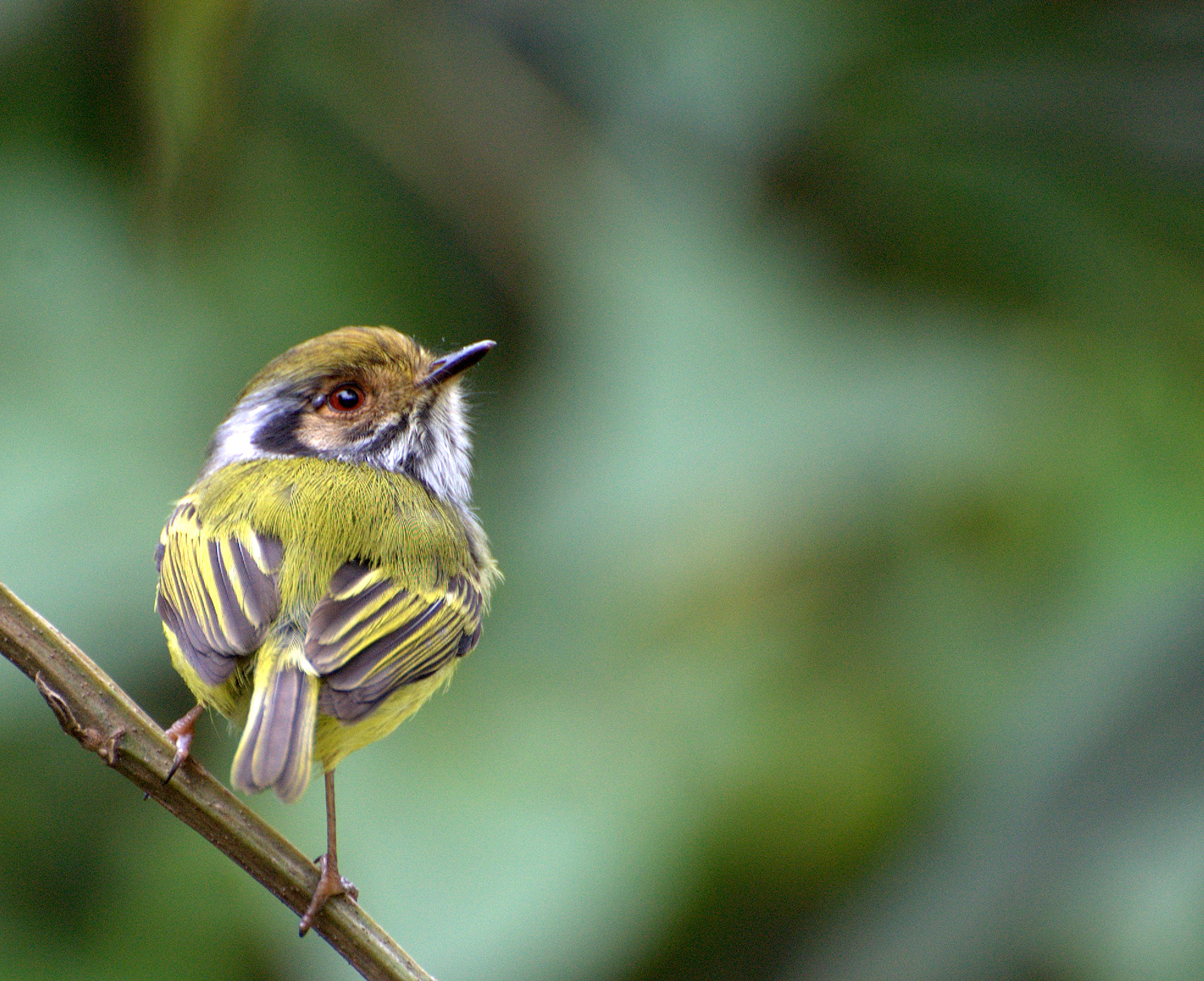

## Utbredning och systematik
Örontodityrann delas in i två underarter med följande utbredning:
- Myiornis auricularis cinereicollis – förekommer i östra Brasilien (sydöstra Bahia, Minas Gerais och Espírito Santo)
- Myiornis auricularis auricularis – förekommer i sydöstra Paraguay, nordöstra Argentina och sydöstra Brasilien

### Familjetillhörighet
Arten placeras traditionellt i familjen tyranner. DNA-studier visar dock att Tyrannidae består av fem klader som skildes åt redan under oligocen, pekar på att de skildes åt redan under oligocen, varför vissa auktoriteter behandlar dem som egna familjer. Öronpygmétyrannen med släktingar placeras då i Pipromorphidae.

## Levnadssätt
Örontodityrannen hittas i fuktiga skogar och ungskog. Där undgår den lätt upptäckt där den födosöker i de lägre skikten.

## Status och hot
Arten har ett stort utbredningsområde, men tros minska i antal, dock inte tillräckligt kraftigt för att den ska betraktas som hotad. Internationella naturvårdsunionen IUCN listar arten som livskraftig (LC).